# Mobilisatiecomplex Valkenswaard
Het Mobilisatiecomplex Valkenswaard is een voormalig mobilisatiecomplex ten zuiden van Valkenswaard, nabij het dorp Borkel, ongeveer 1,5 kilometer van de grens met België.

## Geschiedenis
Het complex was gebouwd rond 1956 en diende als een mobilisatiecomplex. De taak van dit soort complexen was dat als er oorlog uitbrak, het reservepersoneel van het Nederlandse leger snel kon mobilizeren. Er werden wapens, voertuigen en grondstoffen opgeslagen voor dit doel. Na het einde van de Koude Oorlog en het uiteenvallen van de Sovjet-Unie vond men dat zulke complexen niet meer nodig waren. Veel werden afgestoot als onderdeel van het Project Ontwikkeling Militaire Terreinen, waaronder ook dit complex. In 2005 werden er plannen gemaakt voor de toekomst van het terrein. Het valkeniersbedrijf "Falcon Crest" wou zich op het terrein vestigen, maar dat is niet gebeurd. Tussen november 2008 en juli 2010 werd meest van het complex gesloopt. Eén loods is wegens vleermuizen en historische waarde blijven staan. De diensthuizen zijn veranderd tot burgerwoningen.

## Beschrijving
Het terrein had een oppervlakte van 17,5 hectare en had dertig gebouwen. De voormalige toegansweg tot het complex heeft Amerikaans krentenboompjes langs haar staan, wat nu een beschermd aanzicht is. De voormalige dienstwoningen, nu burgerwoningen, staan aan het begin van deze weg.

## Eenheden
Het terrein werd beheerd door de Koninklijke Landmacht en de volgende eenheden waren betrokken bij het complex:
- 1e Legerkorps
  - 101 Infanteriebrigade
    - 101 Bevoorradingscompagnie Infanteriebrigade[1]

  - 52 Pantserinfanteriebrigade
    - 15 Pantserinfanteriebataljon GRFPI[1][9]

  - 101 Marechausseebataljon
    - 102 Marechaussee-eskadron[1]

  - Legerkorps Logistiek Commando
    - 102 Geneeskundige Groep
      - 252 Draagbaarcompagnie[1]
- Geneeskundig Commando Koninklijke Landmacht
  - 782 Geneeskundige Groeop
    - 404 Terrirotiale Geneeskundige Compagnie[1]
- Nationaal Territoriaal Commando
  - Provinciaal Militair Commando/Garnizoenscommando Noord Brabant
    - Kazernecommando Mobilisatiecomplex Valkenswaard[1]